# Soleanuvatka, Starîi Sambir
Soleanuvatka (în ucraineană Солянуватка) este localitatea de reședință a comunei Soleanuvatka din raionul Starîi Sambir, regiunea Liov, Ucraina.

## Demografie
Componența lingvistică a localității Soleanuvatka
     Ucraineană (99,28%)
     Alte limbi (0,72%)
Conform recensământului din 2001, majoritatea populației localității Soleanuvatka era vorbitoare de ucraineană (99,28%), existând în minoritate și vorbitori de alte limbi.